# Russ Smith
Pour les articles homonymes, voir Smith.
Russ Smith, né le 19 avril 1991 à New York, État de New York (États-Unis), est un joueur américain de basket-ball. Il évolue aux postes de meneur et d'arrière.

## Biographie

### Carrière universitaire
En 2010, il rejoint les Cardinals de Louisville en NCAA.
En 2013, il est champion NCAA avec les Cardinals.
Bien que son père ait annoncé que Russ se présentait à la draft 2013 de la NBA, Smith reste une quatrième année à Louisville.
Le 28 décembre 2013, lors d'un match contre les Wildcats du Kentucky, Smith, qui mesure 1,82 m, passe un très beau dunk sur Julius Randle. Durant sa dernière année, il améliore son pourcentage de réussite aux tirs de 5%.
Le 14 mars 2014, lors de la demi-finale du tournoi de l’American, il marque 42 points contre les Cougars de Houston.

### Carrière professionnelle
Smith est choisi en 47e place par les 76ers de Philadelphie lors de la draft 2014 de la NBA. Le lendemain de la draft, il est transféré aux Pelicans de La Nouvelle-Orléans en échange des droits sur Pierre Jackson.
Le 10 juillet 2014, il signe un contrat de deux ans avec les Pelicans. Durant son année de rookie, il est envoyé à plusieurs reprises en ligue de développement chez les Mad Ants de Fort Wayne.
Le 12 janvier 2015, il est envoyé aux Grizzlies de Memphis dans un échange à trois équipes (Memphis, New Orleans et Boston) . Il joue en fait une partie de la saison en NBA D-League pour les Energy de l'Iowa, la franchise affiliée aux Grizzlies. Il va évoluer au sein de Memphis durant l'année 2015 à cheval sur les saisons 2014-2015 et 2015-2016. Le 29 décembre 2015, il est coupé par les Grizzlies. 
En janvier 2016, il s'engage avec les 87ers du Delaware. Le 23 mars, il établit le nouveau record de point en match avec 65 points face au Charge de Canton. Fin mars, il se blesse et est indisponible jusqu'à la fin de la saison.
En juillet 2016, Russ Smith s'engage dans le championnat turc avec le club de Galatasaray SK. Il rompt son contrat en décembre 2016.
En janvier 2017, il fait son retour au sein des 87ers du Delaware jusqu'à la fin de la saison.
En juin 2017, Russ Smith prend la direction de la NBL, la deuxième division chinoise et l'équipe des Luoyang Zhonghe où il inscrit 81 points contre Jiangsu. Contre Anhui, il inscrit 76 points. 
A l'été 2018, après avoir participé au NBA free agent camps avec les Timberwolves du Minnesota et les Mavericks de Dallas, il s'engage avec les Fujian Sturgeons en CBA pour la saison 2018-2019. 
En février 2020, il rejoint Porto Rico et l'équipe de Los Cariduros de Fajardo. 
En décembre 2022, Smith s'engage avec le Pallacanestro Nardò, un club italien de deuxième division.

## Clubs successifs
- 2014-2015 :  Pelicans de La Nouvelle-Orléans (NBA).
- 2014-2015 :  Mad Ants de Fort Wayne (D-League)
- 2015 :  Grizzlies de Memphis (NBA).
- 2015 :  Energy de l'Iowa (D-League)
- 2016 :  87ers du Delaware (D-League)
- 2016 :  Galatasaray SK (Süper Ligi)
- 2017 :  87ers du Delaware (D-League)
- 2017-2018 :  Luoyang Zhonghe (NBL)
- 2018-2019 :  Fujian Sturgeons (CBA)
- 2020- :  Los Cariduros de Fajardo

## Statistiques

### Universitaires

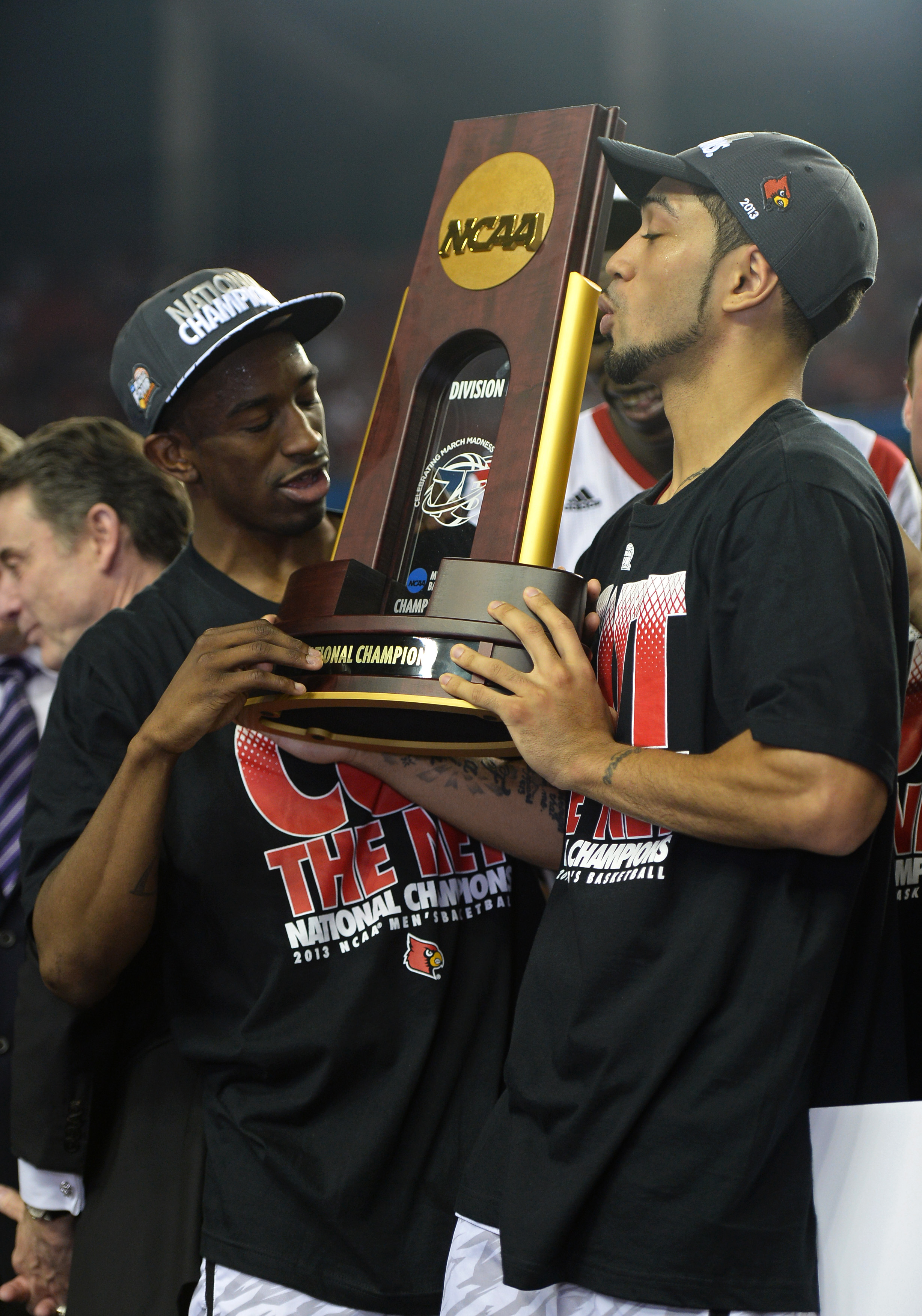
Russ Smith (à droite) et Peyton Siva (à gauche)

Les statistiques en matchs universitaires de Russ Smith sont les suivantes :
| Année     | Équipe                  | Matches | Titul. | Min./m. | %tir | %3pts | %l-f | rbds/m. | pass/m. | int/m. | ctr/m. | pts/m. |
| --------- | ----------------------- | ------- | ------ | ------- | ---- | ----- | ---- | ------- | ------- | ------ | ------ | ------ |
| 2010-2011 | Cardinals de Louisville | 17      | 0      | 5,6     | 34,1 | 41,2  | 60,0 | 0,41    | 0,82    | 0,76   | 0,06   | 2,24   |
| 2011-2012 | Cardinals de Louisville | 39      | 7      | 21,1    | 35,6 | 30,6  | 76,4 | 2,49    | 1,95    | 2,23   | 0,06   | 11,51  |
| 2012-2013 | Cardinals de Louisville | 40      | 37     | 30,2    | 41,4 | 32,8  | 80,4 | 3,30    | 2,90    | 2,08   | 0,05   | 18,70  |
| 2013-2014 | Cardinals de Louisville | 37      | 36     | 29,3    | 46,8 | 38,7  | 70,5 | 3,30    | 4,65    | 2,00   | 0,11   | 18,19  |
| Total     |                         | 132     | 79     | 24,1    | 41,3 | 34,8  | 76,6 | 2,70    | 2,84    | 1,94   | 0,06   | 14,28  |

### Professionnels
| Année     | Équipe                          | Matches | Titul. | Min./m. | %tir | %3pts | %l-f | rbds/m. | pass/m. | int/m. | ctr/m. | pts/m. |
| --------- | ------------------------------- | ------- | ------ | ------- | ---- | ----- | ---- | ------- | ------- | ------ | ------ | ------ |
| 2014-2015 | Pelicans de La Nouvelle-Orléans | 6       | 0      | 4,8     | 20,0 | 16,7  | 0,0  | 0,5     | 0,3     | 0,0    | 0,0    | 0,8    |
| 2014-2015 | Grizzlies de Memphis            | 6       | 0      | 6,0     | 40,0 | 20,0  | 92,3 | 0,5     | 1,0     | 0,5    | 0,0    | 4,2    |
| 2015-2016 | Grizzlies de Memphis            | 4       | 0      | 4,8     | 27,3 | 25,0  | 60,0 | 0,8     | 0,5     | 0,3    | 0,0    | 2,5    |
| Total     |                                 | 16      | 0      | 5,3     | 30,6 | 20,0  | 83,3 | 0,6     | 0,6     | 0,3    | 0,0    | 2,5    |

## Records en NBA
Les records personnels de Russ Smith, officiellement recensés par la NBA sont les suivants :
| Type de statistique        | Saison régulière | Saison régulière                                   | Saison régulière              | Playoffs | Playoffs                   | Playoffs               |
| Type de statistique        | Record           | Adversaire                                         | Date                          | Record   | Adversaire                 | Date                   |
| -------------------------- | ---------------- | -------------------------------------------------- | ----------------------------- | -------- | -------------------------- | ---------------------- |
| Points                     | 16               | @ Warriors de Golden State                         | 13 avril 2015                 |          |                            |                        |
| Paniers marqués            | 5                | @ Warriors de Golden State                         | 13 avril 2015                 |          |                            |                        |
| Paniers tentés             | 8                | @ Warriors de Golden State                         | 13 avril 2015                 |          |                            |                        |
| Paniers à 3 points réussis | 1                | 3 fois                                             |                               |          |                            |                        |
| Paniers à 3 points tentés  | 4                | Trail Blazers de Portland                          | 20 décembre 2014              |          |                            |                        |
| Lancers francs réussis     | 5                | @ Warriors de Golden State                         | 13 avril 2015                 |          |                            |                        |
| Lancers francs tentés      | 5                | @ Warriors de Golden State                         | 13 avril 2015                 |          |                            |                        |
| Rebonds offensifs          | 1                | @ Wizards de Washington @ Warriors de Golden State | 12 mars 2015 2 novembre 2015  |          |                            |                        |
| Rebonds défensifs          | 2                | 3 fois                                             |                               |          |                            |                        |
| Rebonds totaux             | 2                | 3 fois                                             |                               |          |                            |                        |
| Passes décisives           | 4                | @ Warriors de Golden State                         | 13 avril 2015                 | 1        | @ Warriors de Golden State | 3 mai 2015 13 mai 2015 |
| Interceptions              | 1                | 4 fois                                             |                               |          |                            |                        |
| Contres                    |                  |                                                    |                               |          |                            |                        |
| Balles perdues             | 3                | Trail Blazers de Portland @ Wizards de Washington  | 20 décembre 2014 12 mars 2015 |          |                            |                        |
| Minutes jouées             | 15               | Trail Blazers de Portland @ Wizards de Washington  | 20 décembre 2014 12 mars 2015 | 3        | @ Warriors de Golden State | 13 mai 2015            |

- Double-double : aucun (au 07/11/2015)
- Triple-double : aucun.

## Palmarès
- Consensus first team All-American (2014)
- Third team All-American - TSN, NABC (2013)
- First team All-American - Lute Olson (2013)
- First team All-AAC (2014)
- First team All-Big East (2013)
- NCAA Midwest Regional Most Outstanding Player (2013)
- Big East All-Tournament Team (2013)
- NCAA champion (2013)
- 2x Big East Tournament champion (2012–2013)
- American Athletic Tournament champion (2014)